# 治良門橋駅

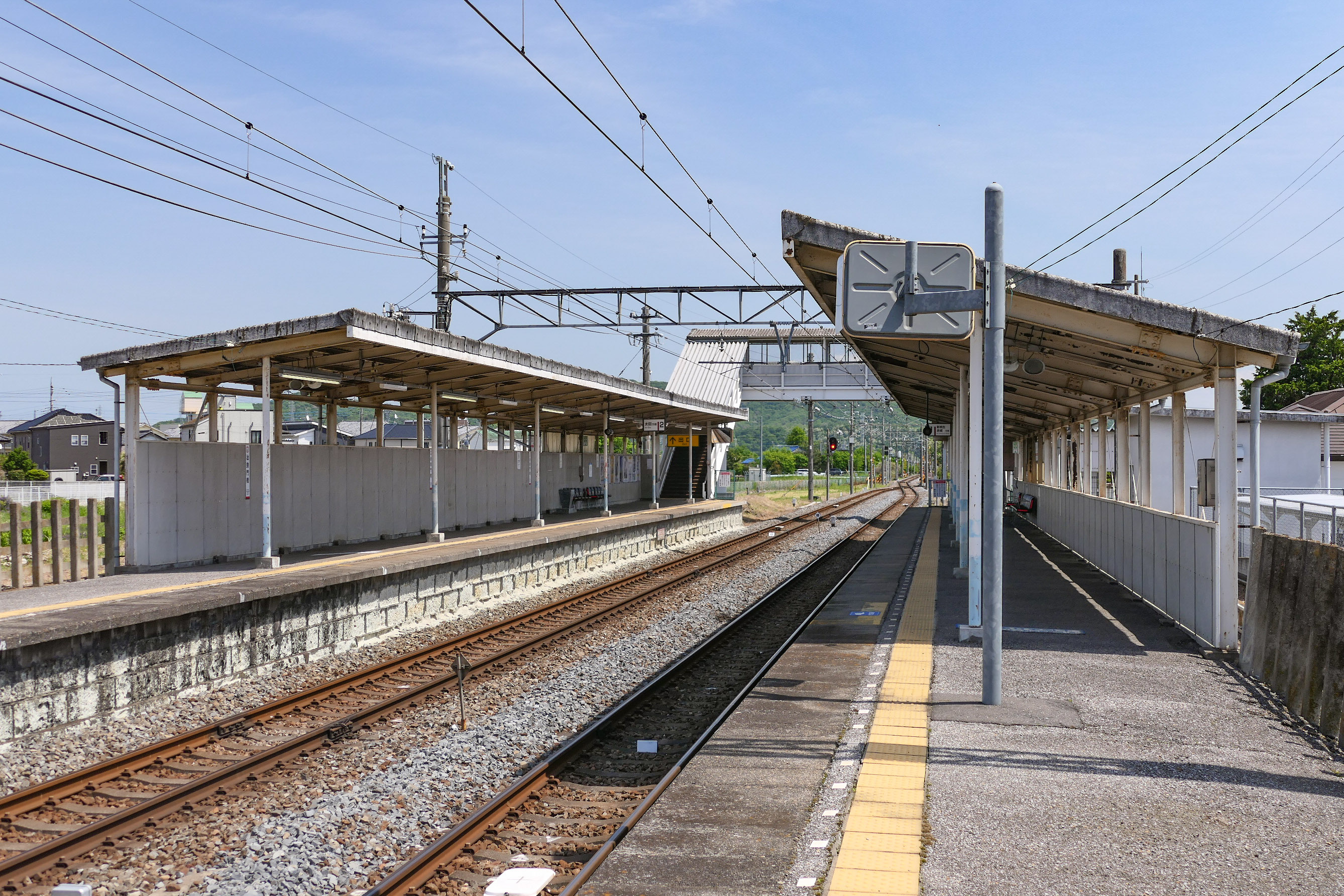
ホーム全景

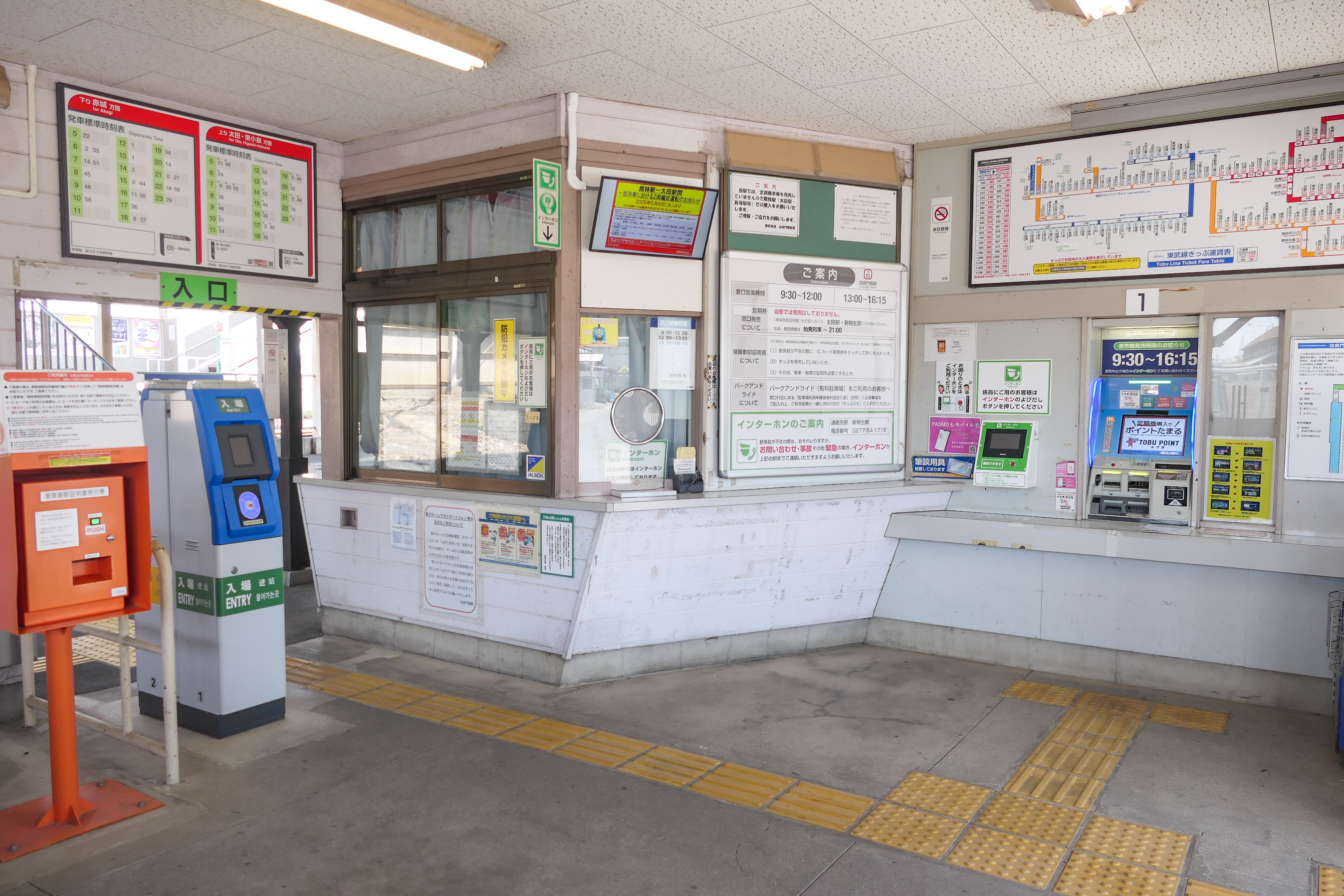
駅舎内

治良門橋駅（じろえんばしえき）は、群馬県太田市成塚町にある東武鉄道桐生線の駅である。駅番号はTI 52。難読駅名である。1913年（大正2年）3月19日に開業した。

## 駅構造
相対式ホーム2面2線を有する地上駅。木造駅舎を有する。駅舎は赤城方面ホーム側にあり、太田方面ホームとは跨線橋により連絡している。
2012年（平成24年）10月より、早朝・夜間は駅員が不在となった。この時間帯は、乗客は乗降車駅証明書発行機より乗降車駅証明書を受け取り、着駅において精算することになる。

### のりば
| 番線 | 路線   | 方向 | 行先             |
| ---- | ------ | ---- | ---------------- |
| 1    | 桐生線 | 下り | 新桐生・赤城方面 |
| 2    | 桐生線 | 上り | 太田方面         |

## 利用状況
2023年度の1日平均乗降人員は567人である。
近年の1日平均乗降人員の推移は下表の通りである｡
| 年度               | 1日平均 乗降人員 | 出典        |
| ------------------ | ---------------- | ----------- |
| 2001年（平成13年） | 768              | [ 東武 2 ]  |
| 2002年（平成14年） | 810              | [ 東武 3 ]  |
| 2003年（平成15年） | 849              | [ 東武 4 ]  |
| 2004年（平成16年） | 814              | [ 東武 5 ]  |
| 2005年（平成17年） | 779              | [ 東武 6 ]  |
| 2006年（平成18年） | 770              | [ 東武 7 ]  |
| 2007年（平成19年） | 753              | [ 東武 8 ]  |
| 2008年（平成20年） | 717              | [ 東武 9 ]  |
| 2009年（平成21年） | 743              | [ 東武 10 ] |
| 2010年（平成22年） | 762              | [ 東武 11 ] |
| 2011年（平成23年） | 709              | [ 東武 12 ] |
| 2012年（平成24年） | 678              | [ 東武 13 ] |
| 2013年（平成25年） | 659              | [ 東武 14 ] |
| 2014年（平成26年） | 632              | [ 東武 15 ] |
| 2015年（平成27年） | 642              | [ 東武 16 ] |
| 2016年（平成28年） | 607              | [ 東武 17 ] |
| 2017年（平成29年） | 589              | [ 東武 18 ] |
| 2018年（平成30年） | 598              | [ 東武 19 ] |
| 2019年（令和元年） | 544              | [ 東武 20 ] |
| 2020年（令和02年） | 398              | [ 東武 21 ] |
| 2021年（令和03年） | 467              | [ 東武 22 ] |
| 2022年（令和04年） | 530              | [ 東武 23 ] |
| 2023年（令和05年） | 567              | [ 東武 1 ]  |

## 駅周辺
- 太田市役所強戸行政センター
- 太田市北部運動公園
- 太田市立強戸小学校
- 太田市立強戸中学校
- 強戸市営住宅
- 成塚県営住宅
- 成塚市営住宅
- 強戸郵便局
- 群馬銀行強戸支店
- 群馬県道78号太田大間々線
- 学校法人 太田仁愛幼稚園
- 永昌寺
- 北関東自動車道 太田強戸PA/SIC（徒歩約20分）

## 駅名の由来
江戸時代に天笠治良右衛門（あまがさじろえもん）が新田堀用水に私財を投じて石橋を架けた。その橋が治良門橋と呼ばれるようになり、駅名とされた。天笠治良右衛門由来は、隣の三枚橋駅と同様である。

## 隣の駅
東武鉄道
 桐生線
三枚橋駅 (TI 51) - 治良門橋駅 (TI 52) - 藪塚駅 (TI 53)